# Donald Keane
Donald Michael „Don“ Keane (* 12. November 1930 in Perth; † 10. November 2016) war ein australischer Geher.
Bei den Olympischen Spielen wurde er 1952 in Helsinki Zehnter im 10.000-Meter-Gehen und 1956 in Melbourne Sechster im 20-km-Gehen.